# Kappa Coronae Borealis
κ Coronae Borealis (Kappa Coronae Borealis, κ CrB) ist ein Stern im Sternbild Corona Borealis. Er besitzt eine scheinbare Helligkeit von 4,79 mag. Im Jahre 2007 entdeckte John Asher Johnson einen extrasolaren Planeten, der diesen Stern umkreist: Kappa Coronae Borealis b.